# 乳業

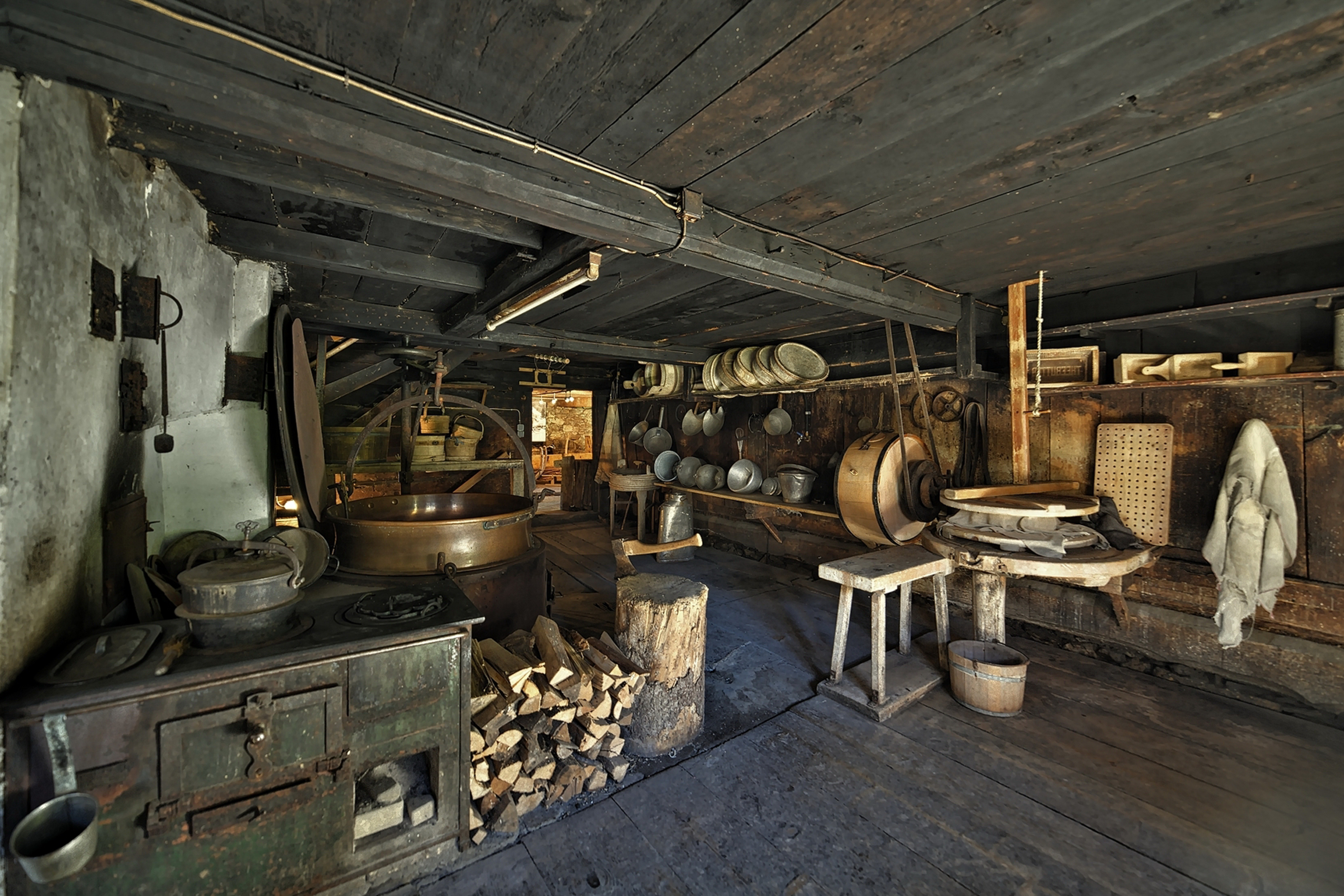
奧地利福拉尔贝格州施勒肯的舊擠奶廠

乳業（英文：dairy industry）是以採集或是處理動物乳類，供人類使用的產業，其處理乳類大部份是家牛或是山羊的乳，不過也有些是來自水牛、綿羊、马或是骆驼。乳業一般會選在特定的酪農場，或是有收獲奶類的多用途農場。酪農場會提供動物的乳類，再由乳製品工廠製成鮮奶油、奶油、乳酪、酪蛋白、優格、奶粉等乳製品。因此乳業也是食品产业中的一部份。
現代的乳業中可以細分為餵養乳牛、乳羊，生產鮮乳或乳製品的酪農業，以及針對奶制品的加工處理。

## 歷史

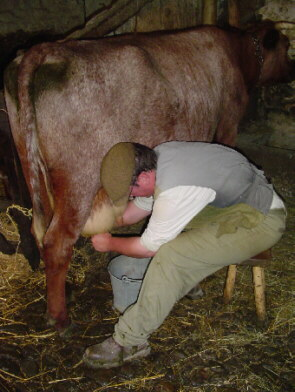
農場中人工擠奶

會產乳的牛、羊等動物早在上千年前就已被人類馴化。一開始在遊居文化時，是自給農業的一部份。當社群在移居時，所飼養的牲畜也跟著他們。保護牲畜，飼養牲畜也成為飼養者和牲畜之間共生關係中重要的一部份。
後來在農業社會中，人們飼養牛羊，其產乳是供作家人的食物或是村內交易用（典型家庭手工業的例子）。養的動物有許多不同的功用（例如牛可能在年輕時作為拉犁的役用動物，年老時將其宰殺食用）。此時牲畜的擠奶是用手擠奶，每一家牲畜的數量也不多，可以在一小時內為所有牲畜擠奶（一個擠奶人約可幫十頭牲畜擠奶）。
在工业革命以及都市化之後，乳類的供應已成為一個產業，會培育專門用來供應牛乳的乳牛品種，和作為役用動物的牛分開。一開始雇用了許多擠奶人，不過很快就机械化，用專門的擠奶機來取代人工擠奶。

## 產業結構
目前大部份的國家都會生產乳製品，但各國乳業的產業結構有許多的不同。在主要的牛奶生產國，大部份的牛奶是由零售商販售。例如，在愛爾蘭及澳洲，酪農合作社會擁有許多大型的乳品廠，而在美國則是由許多的酪農和乳品廠訂定契約。美國在2002年時，國內的196間農業合作社販售了86%的牛乳，而其中的前五名販售了半數的牛乳。而在1940年代時，美國的農業合作社曾多達2,300間。開發中國家以往是由酪農用牛奶和鄰居交易，但此情形正在快速改變。產業的發展包括可觀的外國投資以及酪農合作社的角色日漸增強。這些國家的牛奶產出正迅速提高，也是許多酪農收入成長的主要來源。